# Kotafon
El gbe, kotafon (o ko o kogbe) és una llengua gbe que parlen els kotafons del departament de Mono, al sud-oest de Benín. El seu codi ISO 639-3 és kqk i el seu codi al glottolog és kota1272.

## Població i geografia
El 2002 hi havia 100.000 kotafons a Benín (segons el joshuaproject n'hi ha 152.000).
El seu territori està situat als municipis d'Athiémé, Houéyogbé i a la zona oriental del municipi de Bopa, a la zona a l'est del llac Aheme i al nord de la població de Grand Popo, al municipi de Grand-Popo, al departament de Mono, al sud-oest de Benín. Això significa que estan situats en dues zones territorials diferents. La petita, que està més al sud, pertany al municipi de Grand Popo i és fronterera amb Togo; en aquestes els kotafons són veïns dels parlants del gbe, waci, al nord i del gbe, xwla occidental, a l'est i al sud. La segons zona territorial dels parlants de gbe, kotafon, més àmplia, està situada a entre el llac Aheme i la frontera amb Togo, als municipis d'Athiémé, Houéyogbé i de Bopa. En aquesta, a Benín, són fronterers amb els parlants de gbe, waci, al sud-oest, amb els parlants d'aja, al sud i al nord i amb els parlants de gbe, saxwe, a l'est.

## Família lingüística
El gbe, kotafon és una llengua kwa, família lingüística que forma part de les llengües Benué-Congo. Concretament, segons l'ethnologue, forma part del grup lingüístic de les llengües gbes. Segons l'ethnologue, hi ha 21 llengües gbe: l'Aguna, l'ewe, el gbe, ci, el gbe, xwla oriental, el gbe, gbesi, el gbe, kotafon, el gbe, saxwe, el gbe, waci, el gbe, xwela occidental, el gbe, xwela, el kpessi, sis llengües aja (aja, gbe, ayizo, gbe, defi, gbe, tofin, gbe, weme i gun), dues llengües fons (fon i gbe, maxi) i la llengua gen, considerada l'única llengua mina. Segons el glottolog, és una de les llengües gbes orientals juntament amb el gbe, ayizo; el gbe, defi; el gbe, xwla oriental; el fon; el gbe, ci; el gun; el gbe, gbesi; el gbe, maxi; el gbe, saxwe; el gbe, tofin; el gbe, weme; el gbe, xwla occidental; el wudu i el gbe, xwela.

## Dialectologia i semblança lèxica amb altres llengües
El gbe, kotafon no té cap dialecte. Les llengües més properes tenint en compte el lèxic són: el gbe, ayizo (82%), el fon (81%), el gen (69%) i l'aja (65%).

## Sociolingüística, estatus i ús de la llengua
El gbe, kotafon és una llengua vigorosa (EGIDS 6a): Tot i que no està estandarditzada, és utilitzada per persones de totes les generacions en tots els aspectes de la comunicació social i la seva situació és sostenible. Els kotafons també coneixen l'ewe, el fon, el francès, el gen i el gun.